# Martin Sundbom
Hans Martin Sundbom, född 3 september 1971 i Uppsala, är en svensk skådespelare.
Sundbom studerade vid Teaterhögskolan i Luleå 1999-2003. Han är engagerad vid Norrbottensteatern i Luleå, där han bland annat fått god kritik för rollen som Nick i Edward Albees Vem är rädd för Virginia Woolf? (2008).

## Filmografi
- 2000 – Vingar av glas
- 2004 – Hotet
- 2006 – Möbelhandlarens dotter
- 2011 – Jägarna 2
- 2011 – En enkel till Antibes
- 2016 – Midnattssol (TV-serie)
- 2020 – Rebecka Martinsson (TV-serie)